# Terminal Mutual de Transportes Diego de Carvajal T.
La Terminal Multimodal de Pasajeros de Magangué, también conocida como Terminal Mutual de Transportes Diego de Carvajal T., es una terminal de transporte multimodal con capacidad para servicios fluviales y terrestres, aunque en la actualidad solo atiende a pasajeros fluviales, se encuentra ubicada a 1000 m al noroeste del centro de la ciudad de Magangué, cercana a la estación de autobuses (antigua Terminal de Transportes de Magangué). La terminal multimodal también es usada como punto de fondeo por embarcaciones de largo trayecto, como las que operan la línea Barranquilla - Barrancabermeja.
La terminal multimodal fue inaugurada en junio de 2011 y entró en operación fluvial en noviembre de 2012, moviendo cerca de 600 000 pasajeros al año. Actualmente es la terminal fluvial más activa de Colombia y una de las más activas de América. En 2015 se estrenó una nueva terminal y muelle.
En 2021, con motivo de la celebración de su 10° aniversario, le fue obsequiada una embarcación nueva al primer cliente en operar desde la terminal, el señor Yender Cabrera.

## Historia
El proyecto nació con la necesidad de ampliar una terminal que no estaba a la altura de la ciudad ni de la cantidad de pasajeros que transitaban por la misma. La terminal estaría conectada con el Antiguo Puerto Fluvial de Magangué, lo cual brindaría operaciones terrestres y fluviales. Terminada en 2007, la obra fue suspendida por tiempo indefinido, quedó abandonada y, con el paso de los años, se deterioró.
En abril de 2011, se retomó el proyecto inaugurándose el 5 de junio de 2011. Fue nuevamente cerrada debido a que las empresas de transportes no se trasladaron a la terminal por problemas de espacio y financieros. Antes de entrar en operaciones, la terminal tenía el nombre de Terminal Mutual de Transportes Diego de Carvajal T., pero 17 meses después, se le cambió el nombre por el de Terminal Multimodal de Pasajeros de Magangué. En 2012 se registró la cifra de 1 200 000 pasajeros al año, convirtiéndose en el puerto fluvial con mayor movimiento de pasajeros en Colombia y uno de los de mayor afluencia de pasajeros en América.

## Actualidad
En la actualidad, la terminal multimodal se encuentra en proyecto de modernización y de expansión, a la vez que se adelanta la construcción del nuevo puerto de Magangué, el cual incluirá tres muelles con capacidad suficiente para atender a cinco embarcaciones de cualquier tamaño, todas con tecnología de última generación, de acuerdo con estudios de la Universidad Nacional de Colombia. Para 2027 se prevé que la terminal multimodal así ampliada moverá más de 3 000 000 pasajeros anualmente.